# Yang Shangkun
Yang Shangkun, född 5 juli 1907 i Tongnan, Sichuan, död 14 september 1998 i Peking, var en kinesisk kommunistisk militär och politiker.
Han gick med i Kinas kommunistiska parti 1926 och tillhörde ursprungligen den grupp sovjetubildade kinesiska kommunister som kallades för de "28 bolsjevikerna". Efter Zunyikonferensen, som hölls under ett uppehåll i den Långa marschen, anslöt han sig till Mao Zedongs gruppering.
Under det andra kinesisk-japanska kriget och det kinesiska inbördeskriget tjänstgjorde han som politisk kommissarie i Folkets befrielsearmé.
Från 1956 till 1968 innehade han flera ledande funktioner i Centralkommittén i Kinas kommunistiska parti, men under Kulturrevolutionen blev han degraderad.
1978 blev han rehabiliterad och 1982 blev han ledamot i politbyrån. Yang tillhörde den s.k. första generationens ledare i Folkrepubliken Kina. Han var Folkrepubliken Kinas president från 1988 till 1993 och blev permanent vice ordförande i den centrala militärkommissionen. Som president spelade han nyckelroll tillsammans med Deng Xiaoping vid det militära undertyckandet av protesterna på Himmelska fridens torg 1989.
Han räknas som en av "de åtta odödliga" i det kinesiska kommunistiska ledarskiktet.